# Kate Austin
Kate Cooper Austin (Condado de La Salle, 25 de julho de 1864 – Kingman, 28 de outubro de 1902) foi uma jornalista e ativista estadunidense das causas anarquista e feminista.
Participou ativamente da American Press Writers' Association, contribuindo para muitos periódicos trabalhistas e  anarquistas, tais como The Firebrand, Free Society, Discontent, The Demonstrator e Lucifer, um jornal sobre amor livre.